# Xpeng
Xpeng ist ein chinesischer, börsennotierter Elektroautohersteller. Der Name ist eine Abkürzung des Unternehmensgründers Xiaopeng (etwa chiao-pang), der auch im Unternehmenstitel Xiaopeng Motors (chinesisch 小鹏汽车, Pinyin Xiǎopéng Qìchē) steht. Das Unternehmen sitzt in Guangzhou; die deutsche Niederlassung befindet sich in München.

## Geschichte

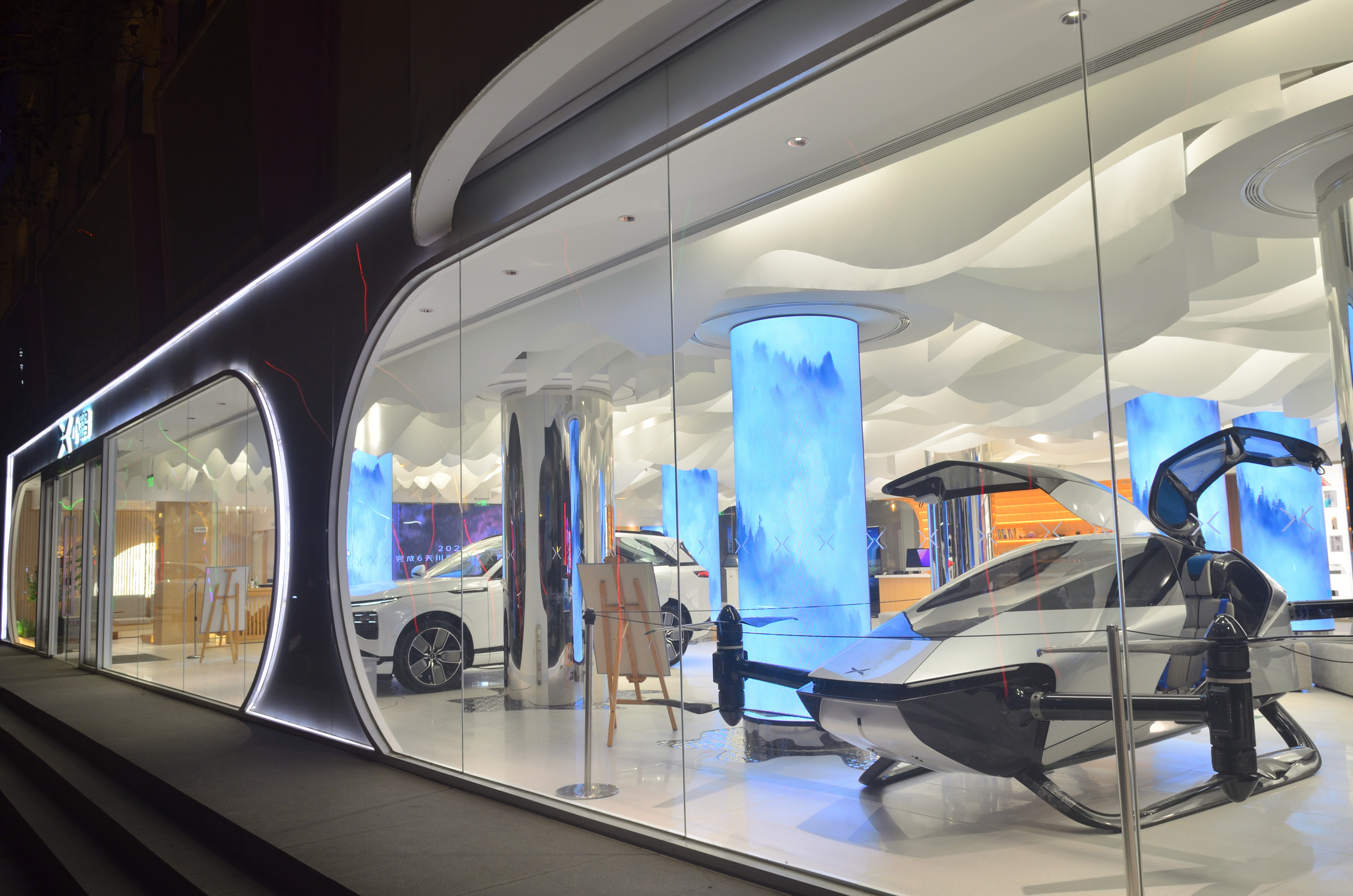
Ausstellungsraum des Herstellers in Peking

Xpeng wurde 2014 von Xia Heng und He Tao, ehemaligen Führungskräften der Guangzhou Automobile Group mit Fachkenntnissen in Automobiltechnologie und Forschung und Entwicklung, gegründet. Zu den ersten Unterstützern gehörten Lei Jun, Gründer von Xiaomi, und He Xiaopeng, Gründer von UCWeb, das damals 2014 gerade an Alibaba verkauft wurde und ihn zum Milliardär machten. Xiaopeng leitete noch einige Jahre Alibaba, bevor er 2017 Vorsitzender von Xpeng wurde. Zu den prominenten chinesischen und internationalen Investoren gehörten Alibaba, Foxconn und IDG Capital. In einer weiteren Finanzierungsrunde im Jahr 2018 trat Alibabas Vizepräsident Joseph Tsai dem Unternehmensvorstand von Xpeng bei.
Xpengs Tochtergesellschaft in Amerika XMotors.ai verfügte ab September 2018 über eine Genehmigung zum Testen selbstfahrender Autos durch das California Department of Motor Vehicles. Die Genehmigung wurde im Februar 2020 widerrufen, da Xpeng keinen Disengagement Report vorlegte.
Im März 2019 warf Tesla dem Unternehmen Diebstahl geistigen Eigentums vor.
Im August 2020 investierten Alibaba und die Staatsfonds von Abu Dhabi und Katar 400 Millionen US-Dollar in das Unternehmen. Am 27. August 2020 folgte der Börsengang an der New York Stock Exchange. Dabei sammelte das Unternehmen 1,3 Milliarden US-Dollar ein.
Im Juli 2021 präsentierte die Firma ein Flugzeug, das zusammengeklappt auf einen Autoparkplatz passt: Xpeng Voyager X2, ein eVTOL. Im Juli 2023 erwarb Volkswagen für eine Kaufsumme von knapp 700 Millionen US-Dollar knapp 5 Prozent der Anteile an Xpeng. Im Rahmen der Beteiligung wurde eine umfangreiche Partnerschaft zwischen den beiden Autoherstellern vereinbart. Dazu gehört die gemeinsame Entwicklung zweier elektrischer Mittelklasse-Fahrzeuge (eine Limousine und ein SUV), die 2026 auf den Markt kommen sollen. 2023 übernahm Xpeng von DiDi die Sparte Autoentwicklung, um preiswerte Elektroautos für den Massenmarkt zu entwickeln. Da die Übernahme in Aktien bezahlt wurde, wurden die bisherigen DiDi-Eigentümer mit rund 3,25 % Teilhaber von Xpeng. Im Mai 2024 vollzog Xpeng mit den Modellen P7 und G9 den Markteintritt in Deutschland. Im September 2024 wurde mit dem Xpeng G6 ein drittes Modell für die deutschen Kunden verfügbar.

## Modelle
Xpeng stellte sein erstes Serienmodell, den SUV Xpeng G3, im Dezember 2018 auf der Consumer Electronics Show 2018 in Las Vegas vor. Die erste Fahrzeugauslieferung an Kunden folgte im folgenden Frühjahr.
Sein zweites Modell, die viertürige elektrische Limousine P7, wurde im April 2019 auf der Auto Shanghai vorgestellt. Im Juni 2020 begann die Auslieferung an Kunden.
Seit Dezember 2020 werden der G3 und seit Mai 2022 der P5 auch in Norwegen verkauft.
Im April 2021 präsentierte das Unternehmen die unterhalb des P7 positionierte Limousine Xpeng P5.
Das SUV Xpeng G9 wurde im November 2021 auf der Guangzhou Auto Show vorgestellt.
Als SUV-Coupé wird der Xpeng G6 vermarktet, der im April 2023 auf der Shanghai Auto Show debütierte. Ein Van ist der X9, der im September 2023 vorgestellt wurde und im Januar 2024 auf den Markt kam. Der Xpeng M03 ist eine Limousine der Kompaktklasse, die im Juni 2024 präsentiert wurde. Sie wurde gemeinsam mit dem Fahrdienstleister DiDi entwickelt. Der Xpeng P7+ ist eine weitere Limousine von Xpeng. Sie wurde im Juli 2024 vorgestellt. Der Xpeng G7 ist ein SUV, das im Januar 2025 präsentiert wurde.

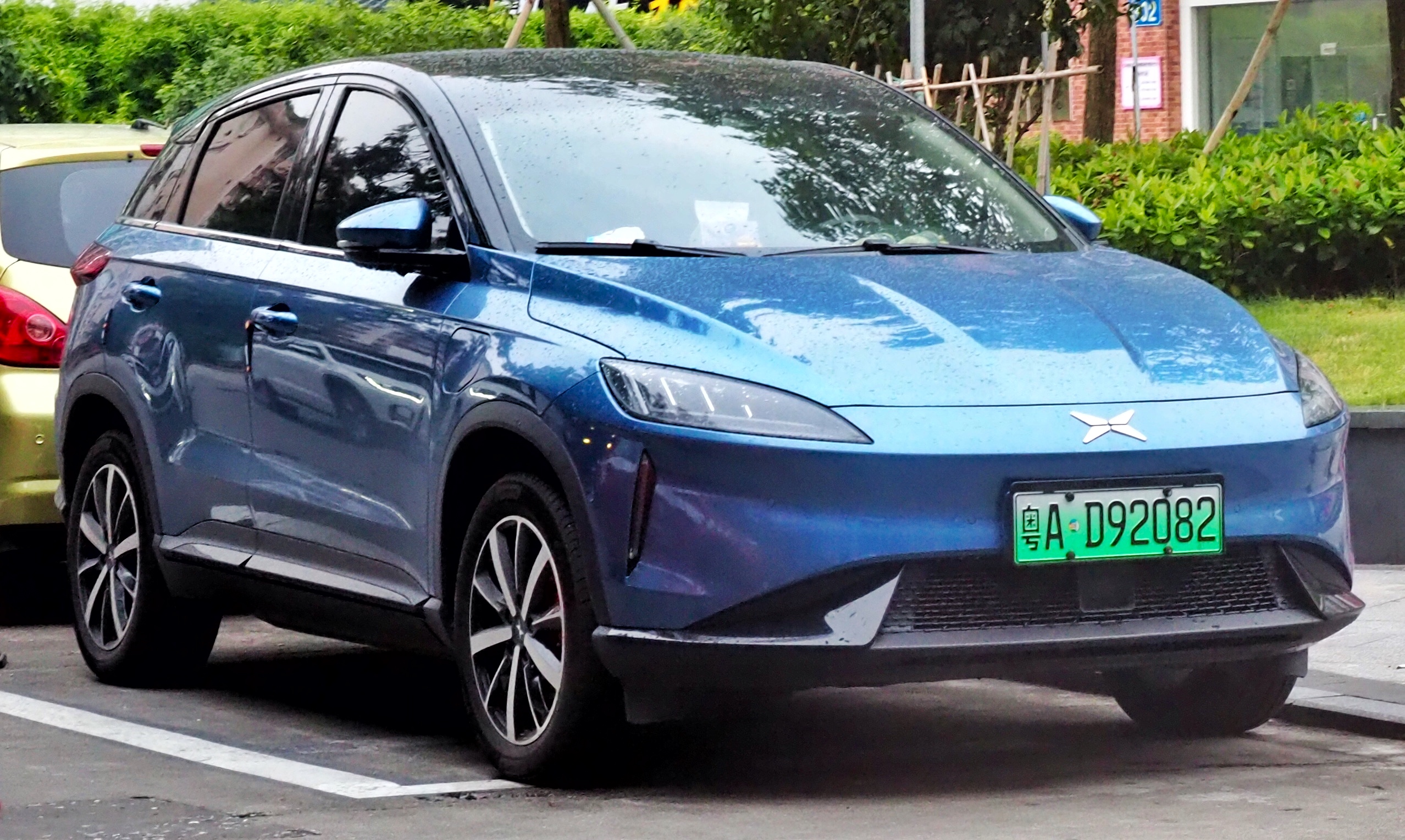
Xpeng G3 (2018–2023)
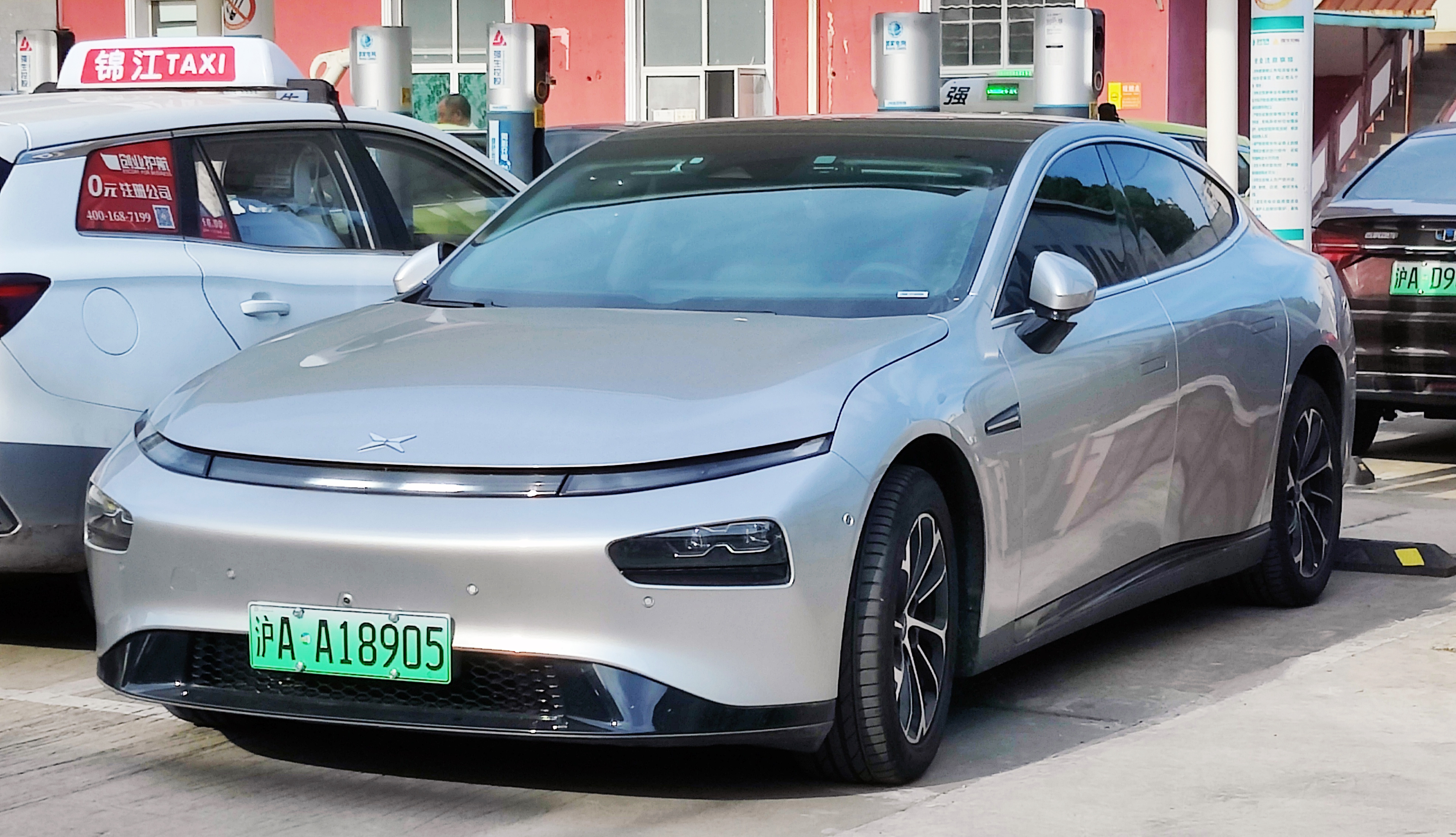
Xpeng P7 (seit 2020)
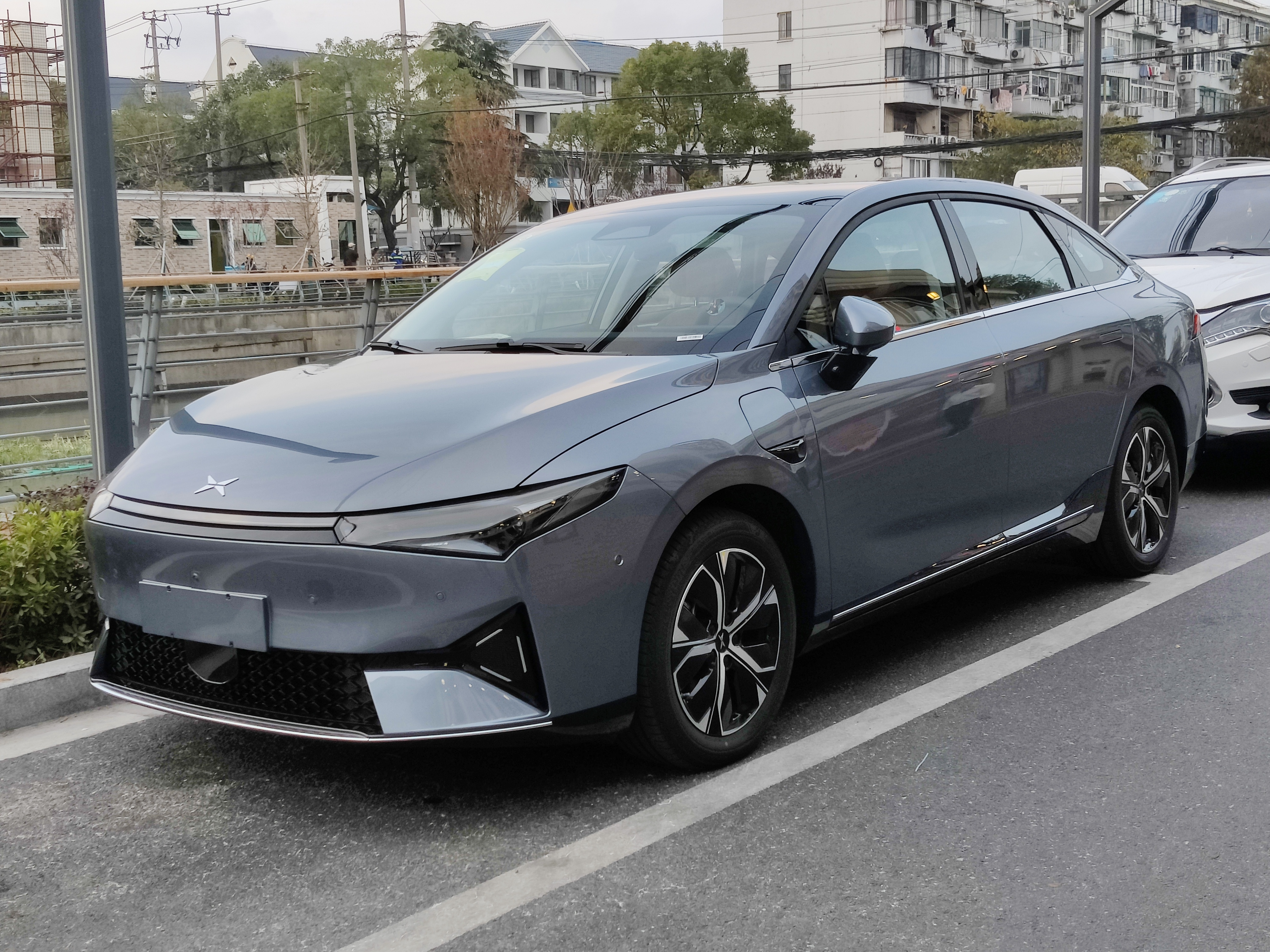
Xpeng P5 (seit 2021)
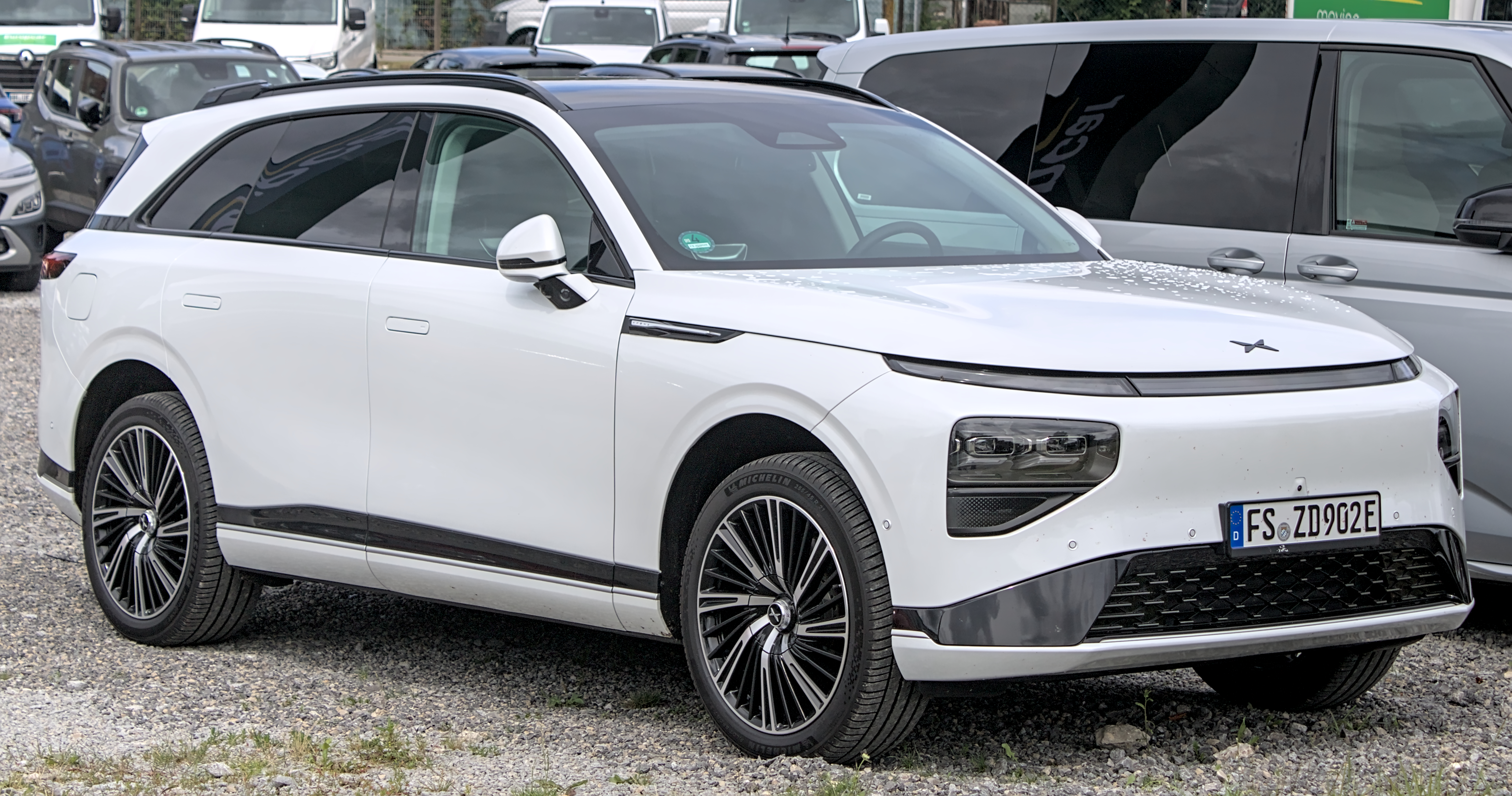
Xpeng G9 (seit 2022)
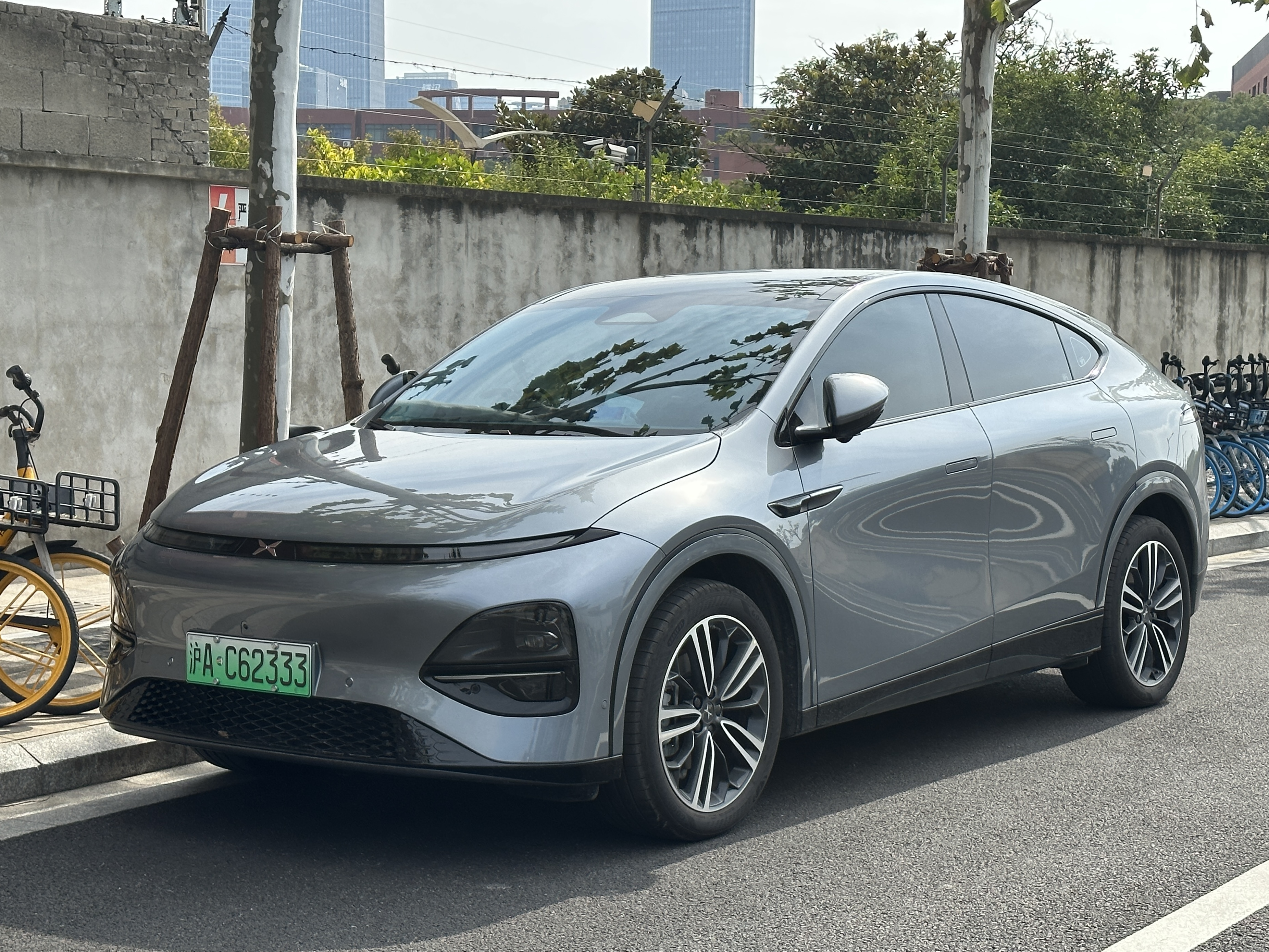
Xpeng G6 (seit 2023)
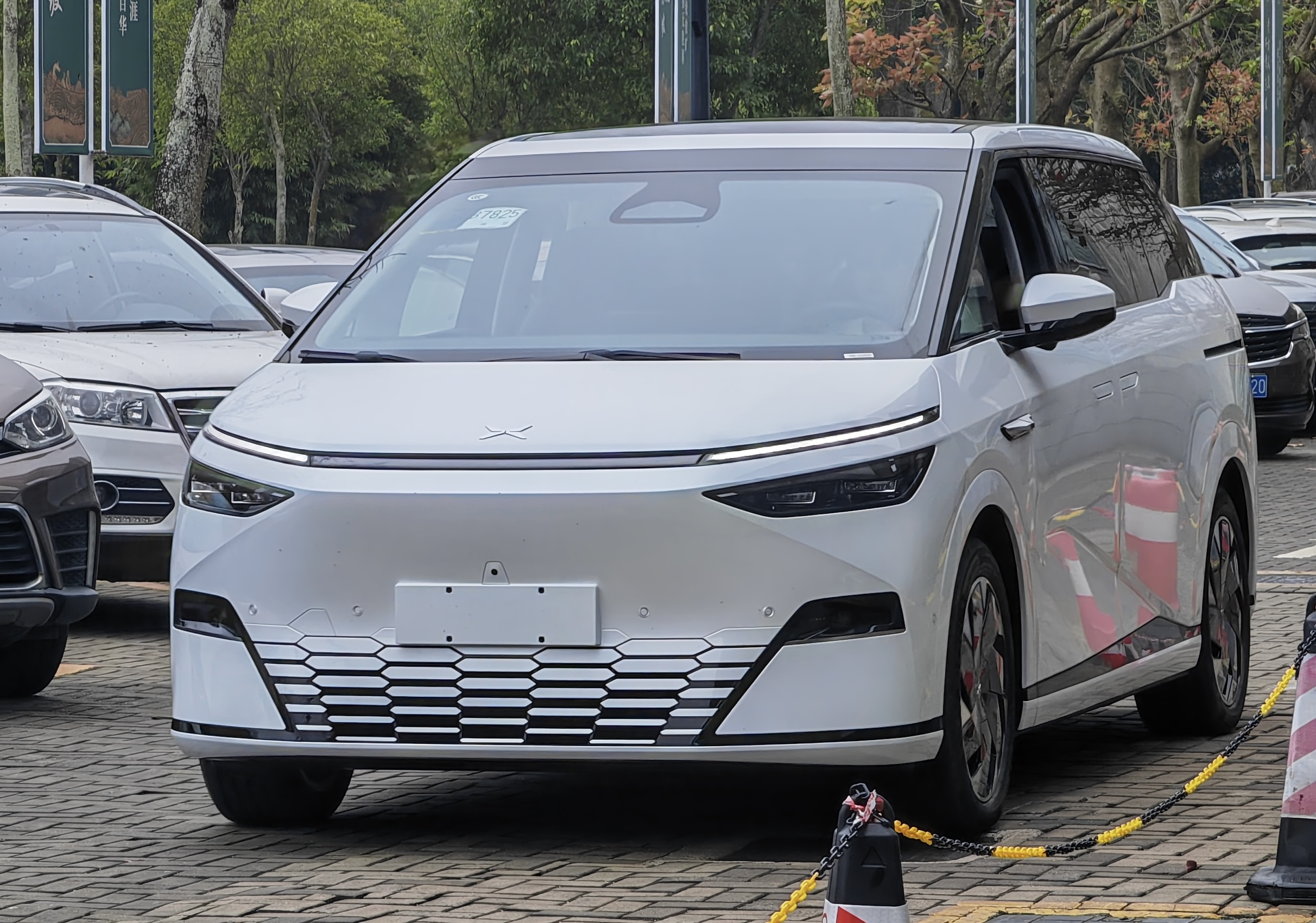
Xpeng X9 (seit 2024)
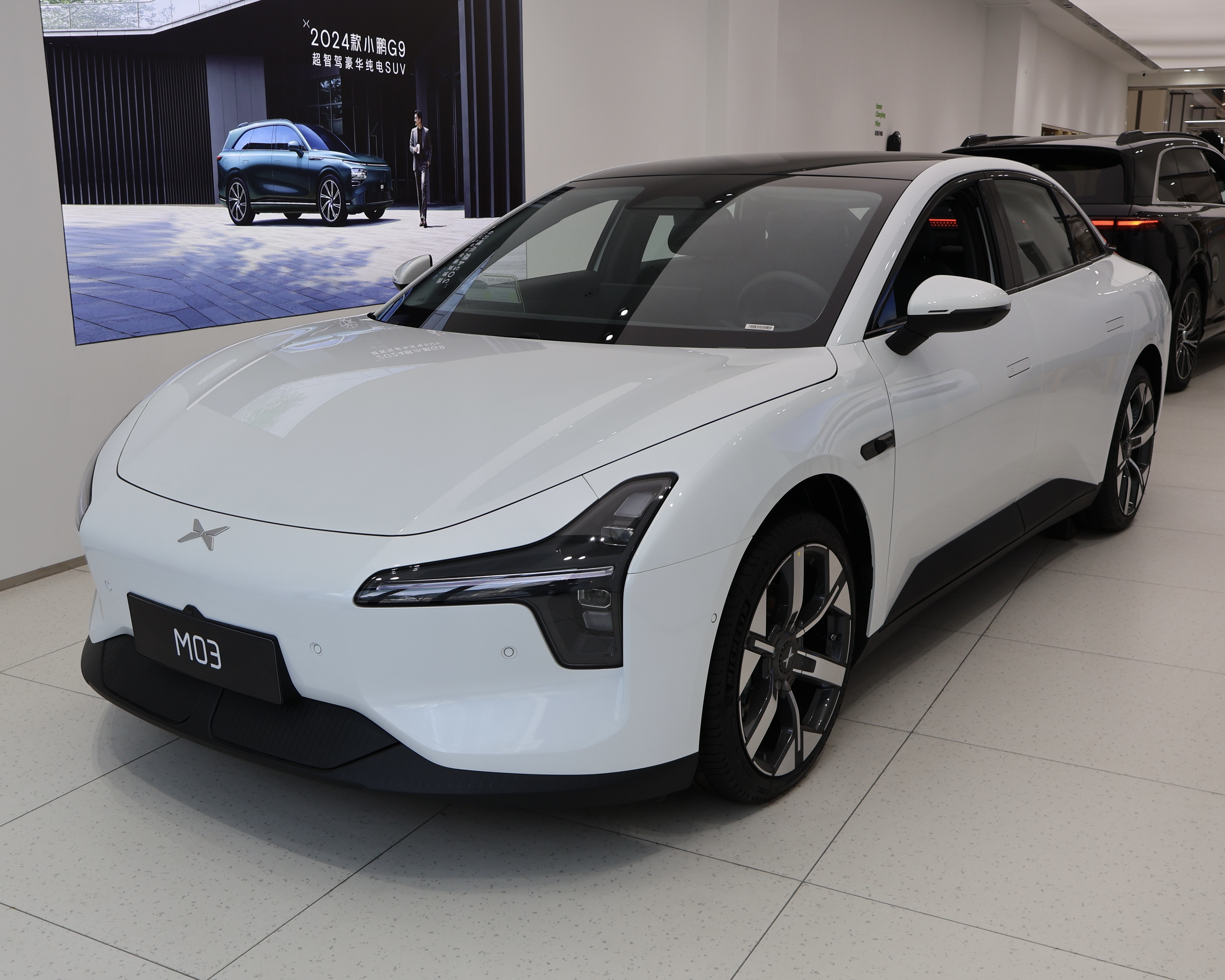
Xpeng M03 (seit 2024)
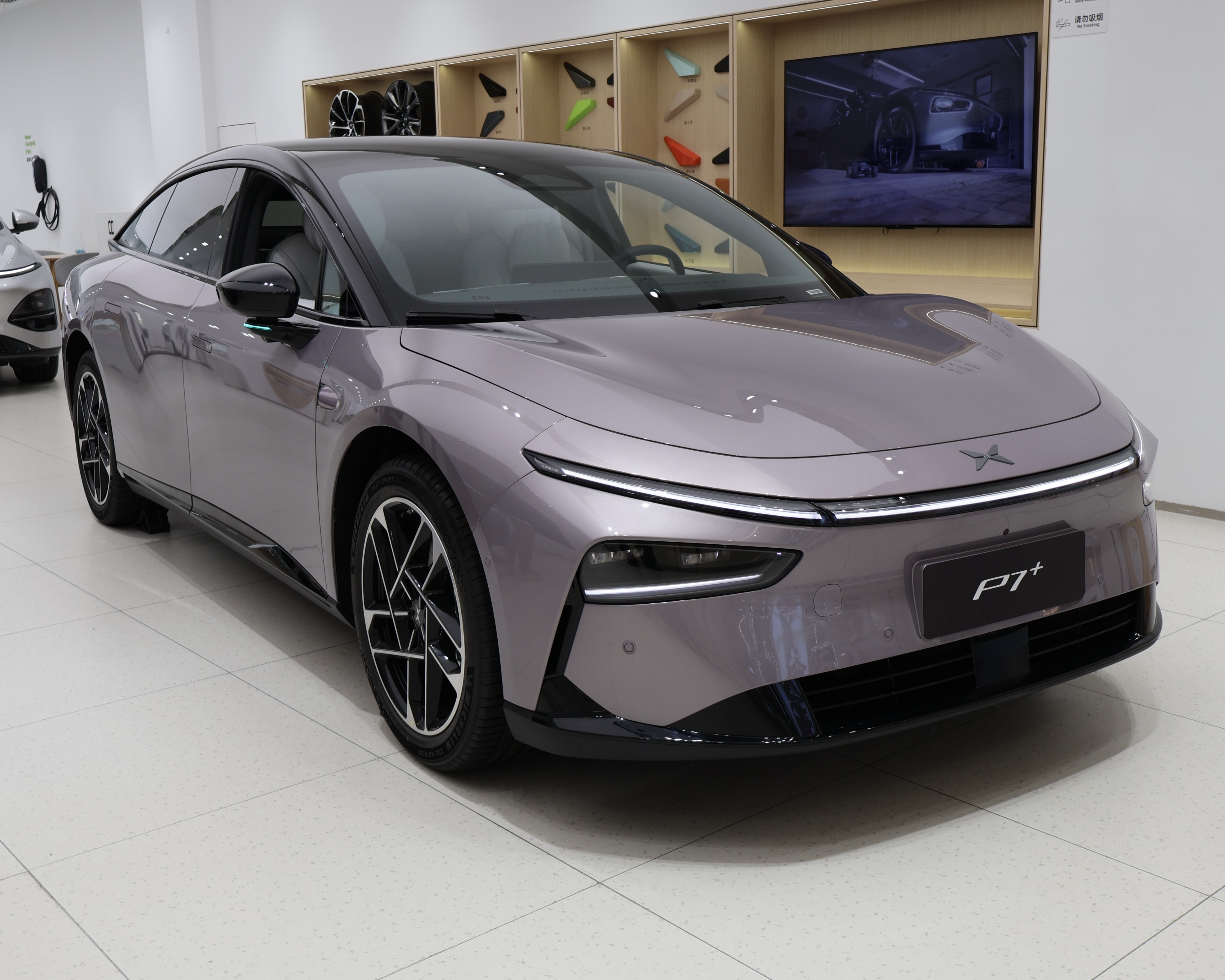
XPeng P7+ (seit 2024)
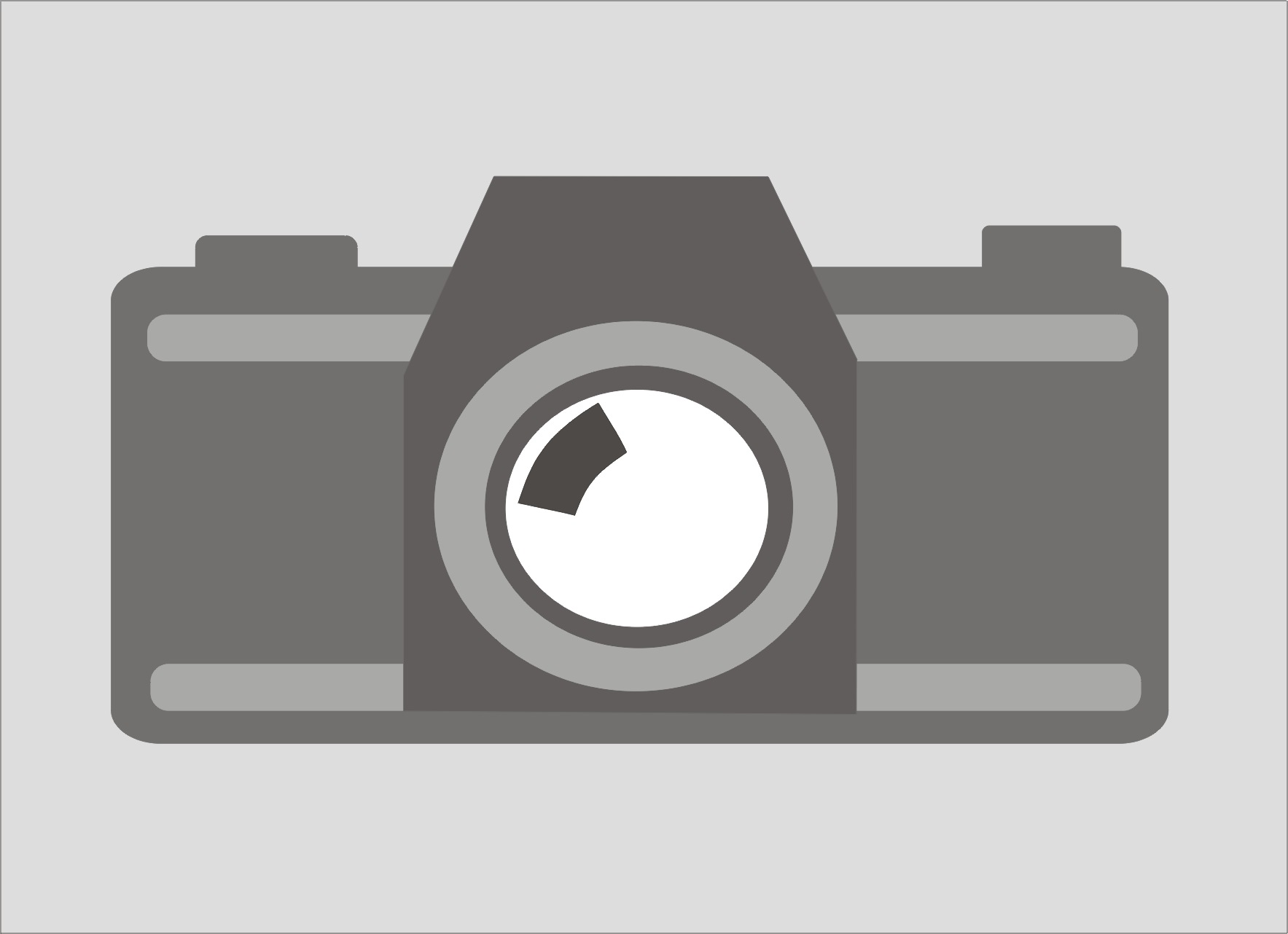
XPeng G7 (seit 2025)

## Verkaufszahlen
Zwischen 2018 und 2024 sind weltweit insgesamt 594.601 Neuwagen von Xpeng verkauft worden. Mit 190.068 Einheiten war 2024 das erfolgreichste Jahr.
| Jahr                              |      |  | Stück   |         |
| 2018                              | 2018 |  | 371     | 371     |
| 2019                              | 2019 |  | 16.608  | 16.608  |
| 2020                              | 2020 |  | 27.041  | 27.041  |
| 2021                              | 2021 |  | 98.155  | 98.155  |
| 2022                              | 2022 |  | 120.757 | 120.757 |
| 2023                              | 2023 |  | 141.601 | 141.601 |
| 2024                              | 2024 |  | 190.068 | 190.068 |
| Verkaufszahlen weltweit, Quellen: |      |  |         |         |